# Silvia Navarro (aktorka)
Silvia Angélica Navarro Barva (ur. 14 września 1978 w Irapuato, Guanajuato, Meksyk) – meksykańska aktorka. Początkowo związana z meksykańską TV Azteca. Zagrała Tam m.in. w Perle i Montecristo. Od 2008 roku aktorka konkurencyjnej Televisy, w której już na samym początku dostała główną rolę w prestiżowej telenoweli Mañana Es Para Siempre, natomiast dwa lata później została jej powierzona rola Renaty Monterrubio w Kiedy się zakocham...

## Życiorys
Silvia urodziła się w 1978 roku w Irapuato. Studiowała w szkole aktorskiej należącej do TVAzteca (CEFAC). Kształciła ię pod okiem takich sław jak Raul Quintanilla i Hector Mendoza. Jest kuzynką Eliany Rodriguez.

## Kariera
W pierwszych latach kariery (1997) prowadziła program telewizyjny dla dzieci A La Cachi, Cachi Porra. Niespełna rok później udało jej się zdobyć rolę protagonistki w telenoweli Perła, gdzie wystąpiła u boku Leonarda Garcia. Jak sama przyznaje marzyła o tym, by zdobyć chociaż małą rolę. Los jednak chciał inaczej i tak oto od roku 1998 jej kariera potoczyła się dość szybko. W roku 1999 dostała angaż w kolejnym projekcie Catalina i Sebastian i tym razem jej partnerem został Sergio Basañez, u boku którego zagrała jeszcze dwa razy w 2001 roku w Kiedy będziesz moja i w 2004 w La Heredera. Można ją również było zobaczyć w takich telenowelach jak: La calle de las novias, gdzie Sergio Basañez zagrał czarny charakter - La Duda, u boku Víctora Gonzáleza Reynoso (2002) i w Montecristo wraz z Diego Olivera (2006).
Zagrała także w filmach kinowych takich jak: „Dragones: Destino de Fuego” (2006) - udzieliła głosu Marinie, „Esperanza” (2005) i „Mujer Alabastrina” (2005) oraz komediach Amor letra por letra i Labios Rojos wraz z Jorge Salinasem.

## Filmografia

### Telenowele
| Rok       | Telenowela             | Postać                                            | Charakter    |
| --------- | ---------------------- | ------------------------------------------------- | ------------ |
| 2018      | Caer en tentación      | Raquel Cohen Nasser de Becker                     | Protagonista |
| 2016-2017 | La Candidata           | Regina Bárcenas de San Román                      | Protagonista |
| 2014      | Mi corazón es tuyo     | Ana Leal                                          | Protagonista |
| 2012      | Nieposkromiona miłość  | Camila Monterde Santos                            | Protagonista |
| 2010-2011 | Kiedy się zakocham...  | Regina Gamba Soberón / Renata Monterrubio Álvarez | Protagonista |
| 2008-2009 | Mañana es para siempre | Fernanda Elizalde Rivera                          | Protagonista |
| 2006-2007 | Montecristo            | Laura Ledezma/ Laura Sáenz/ Laura Lombardo        | Protagonista |
| 2004      | La heredera            | María Claudia Madero Grimaldi                     | Protagonista |
| 2002      | La duda                | Victoria Altamirano                               | Protagonista |
| 2001-2002 | Kiedy będziesz moja    | Paloma / Teresa Suárez / Elena Olivares / Margot  | Protagonista |
| 2000      | La calle de las novias | Aura Sánchez                                      | Protagonista |
| 1999      | Catalina i Sebastian   | Catalina Negrete Rivadeneira                      | Protagonista |
| 1998      | Perla                  | Julieta Santiago/Perla Santiago                   | Protagonista |

### Seriale telewizyjne
- Cara o Cruz (2002) – Libra
- Vivir así (2002) – Laura

### Filmy
- Asesino serial (2009)
- Te presento a Laura (2010) – Andrea
- Cabeza de Buda (2009) – Magdalena
- Amor letra por letra (2008) – Hannah
- Labios Rojos (2011) – Blanca
- Dragones: destino de fuego (2006) – Marina (głos)
- Esperanza (Película) (2005) – Andrea
- Contracorriente (película) (2005) – La Güera
- Robando el rock and roll (2002)

### Teatr
- Sin Cura (2011) – Elena
- Todos eran mis hijos (2009) – Ann Deever
- Chicas católicas (2007) – Eva Durazo / Hermana Sacre Coeur
- Químicos para el amor (2005) – Larissa /Julia /Regina
- El Tenorio cómico (2005) – Doña Inés
- Mar Muerto (2005) – Maku